# Requiebro
Requiebro es una película en blanco y negro de Argentina dirigida por Carlos Schlieper sobre el guion de Manuel Tamayo Castro según la obra de teatro de Antonio Quintero que se estrenó el 25 de agosto de 1955 y tuvo como protagonistas a Carmen Sevilla, Ángel Magaña, Luis Dávila y Ricardo Castro Ríos. Con este filme se hizo la presentación de Carmen Sevilla ante el público argentino.

## Sinopsis
Un estanciero que huye del matrimonio es conquistado por una cantante española.

## Reparto
Participaron del filme los siguientes intérpretes:
- Carmen Sevilla ...Paloma Reyes
- Ángel Magaña ...Eduardo Mendoza
- Luis Dávila ...Santiago
- Ricardo Castro Ríos ...Raul
- Amalia Sánchez Ariño ...Isabel Mendoza
- Manuel Perales ...Padillo
- Irma Roy ...Laura
- Mercedes Durán
- Humberto Di Toto
- Emilio Alfaro
- Norma Giménez ...Diana
- Nélida Romero ...reportera
- Rafael Diserio

## Comentarios
Manrupe y Portela escriben:

«Un Schlieper menor, en su última etapa con fórmulas previsibles y personajes gastados.»